# Sistema de edición no lineal

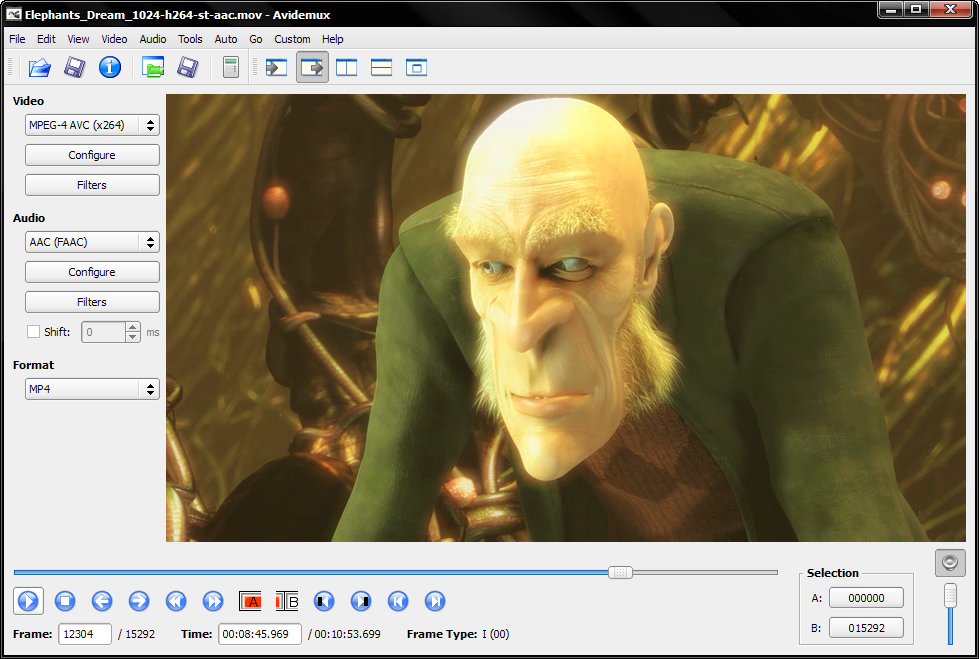
La edición no lineal surgió casi al mismo tiempo que los sistemas de vídeo, pero debió esperar a la era de la informática para imponerse.

Se denomina sistema de edición no lineal en la terminología del vídeo y sistema de montaje no lineal en la terminología del cine a un sistema de edición por el cual se pueden ampliar o reducir cualquier secuencia de una edición o montaje sin alterar ni dañar las secuencias o cuadros posteriores. Si además se puede acceder a cualquier punto del material bruto instantáneamente, sin recorrer las tomas previas, se denomina Sistema de edición no lineal de acceso aleatorio. En ocasiones es considerado equivalente en el ámbito del audio/video al procesamiento de textos, por lo cual también se lo denomina edición de vídeo en desktop en el ámbito de los consumidores (Evans, 2006, p. 14).
La edición lineal fue el primer sistema de edición que se usó al difundirse los sistemas de vídeo, pero sus limitaciones hicieron que dicho sistema fuera sustituido por el sistema de edición no lineal a partir de la década de 1980. Con la mejora en la informática, los algoritmos de compresión y las grabaciones digitales fueron apareciendo sucesivas generaciones de sistemas no lineales basados primero en cintas de vídeo, después en discos láser y más tarde en distintas generaciones de discos magnéticos. Con las sucesivas mejoras también se buscó abaratar el proceso de edición proporcionando subproductos intermedios como cinta de visionado, lista de decisiones de edición (EDL por sus siglas en inglés) o lista de corte de negativo; hasta que las últimas generaciones ya conseguían realizar el proceso completo.

## Edición no lineal sin acceso aleatorio

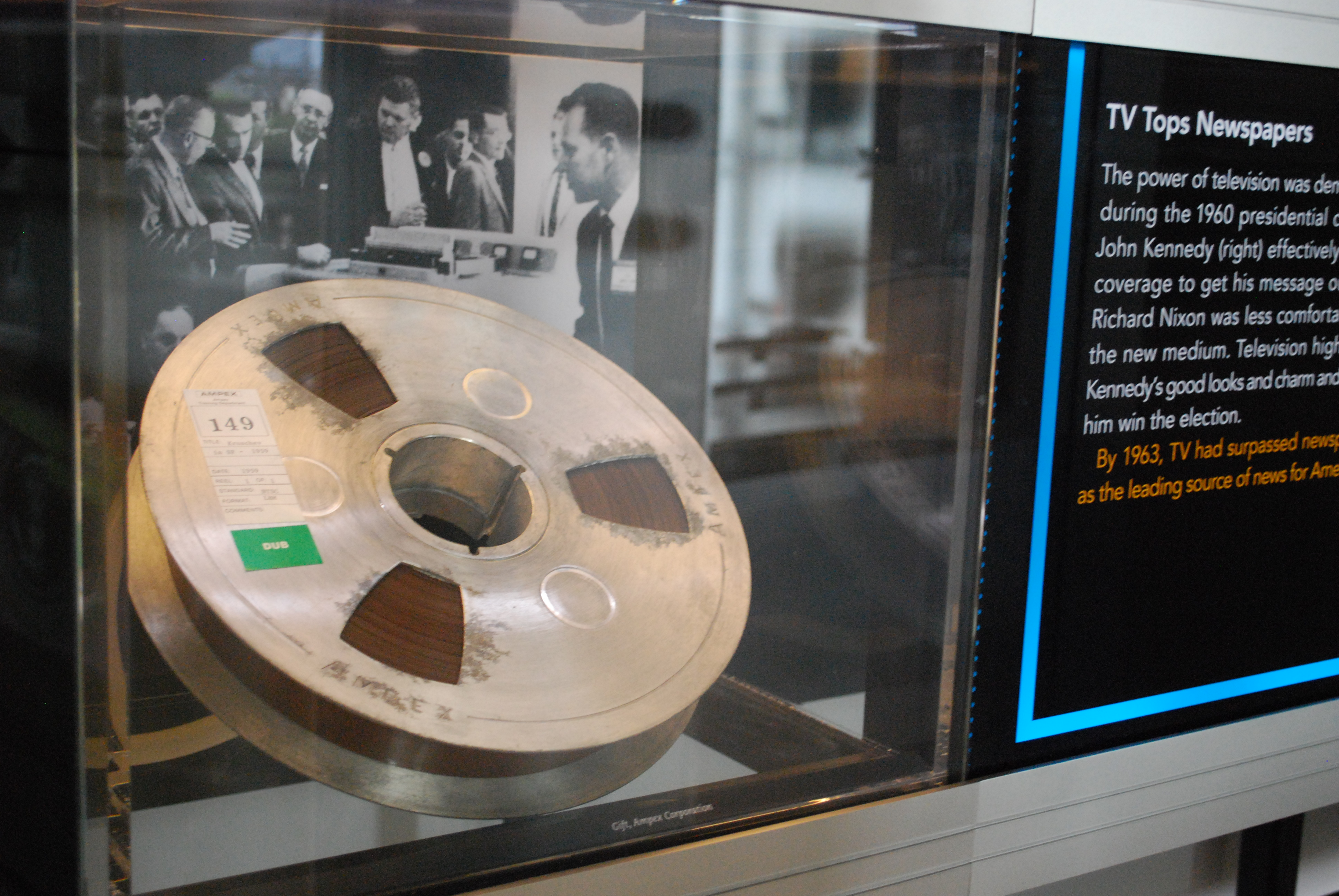
Cinta Ampex de dos pulgadas en el Museo American History

La edición no lineal sin acceso aleatorio es la primera que apareció poco después de inventarse los magnetoscopios y el vídeo como tal. En cierto modo era la opción natural pues el único proceso conocido hasta entonces que era el de las películas con fotogramas. Este sistema consistía en cortar y empalmar unas partes del material a otras, si se necesitaba reducir la duración podía volverse a cortar el fragmento no deseado y empalmar el resto al siguiente, lo mismo en el caso de aumentar unos segundos, se cortaba el pedazo que se deseaba incluir, se separaban las dos partes donde se quería incluir dicho pedazo y todo se unía de nuevo.

### Funcionamiento
Imitando el proceso cinematográfico, en 1956, Ampex fabricó el primer grabador de vídeo empleando cintas de dos pulgadas y, para realizar un montaje con imágenes contenidas en varias cintas, sacó al mercado una empalmadora donde se colocaban las partes deseadas y se pegaban con un pegamento especial. (Ohain, 1996, p. 31).
Era un proceso no lineal porque permitía la libertad de ampliar y reducir sin tener en cuenta los segmentos anteriores o posteriores, pero no de acceso aleatorio porque se debía recorrer la cinta hasta localizar el fragmento a modificar, a menos que se conociera la posición de ante mano.

### Inconvenientes
- El proceso resultaba muy laborioso por la falta de precisión para localizar el lugar exacto del corte. A diferencia del cine, la cinta de vídeo no contiene imágenes que puedan observarse acercando el material a la luz, por lo que se requería de una localización larga y siempre aproximada.
- Añadir títulos o sonido sobre la imagen no era fácil.

Por estos motivos se abandonó por el sistema lineal de uno o varios magnetoscopios como fuentes y otro para la cinta máster, cada uno con sus respectivos monitores para saber lo que se editaría y donde se editaría. Sin embargo es a lo que se intentó volver en cuanto la tecnología lo permitió.

## Edición digital híbrida
En 1971 la cadena CBS y la empresa Memorex en su aventura conjunta CMX Systems lanzaron el CMX 600 para producir equipos que pudieran suplir los inconvenientes de las salas off-line y llevar un producto más acabado a la sala de edición definitiva o sala en línea. El sistema se componía de dos monitores en blanco y negro donde ver los brutos a la izquierda y el máster a la derecha, un lápiz para pinchar en la pantalla de la derecha las órdenes y seis discos de 36 MBytes cada uno donde almacenar los brutos. Cada disco podía contener 5.4 minutos de vídeo bajo la norma NTSC o 4.5 bajo la norma PAL.

### Funcionamiento
Los brutos de cámara era grabados en los discos duros analógicamente, por tanto no era digital propiamente dicho sino híbrido (Ohain, 1996). Posteriormente se daban las órdenes en la pantalla derecha con el lápiz por medio de menús. El sistema permitía libertad para ampliar escenas, reducirlas, incluirlas, borrarlas y desplazarse por cada una de forma rápida o lenta.
Al terminar el proceso el sistema podía entregar una copia de visionado, de no muy buena calidad debido al sistema de registros, una EDL y una lista de corte de negativo en caso de utilizarse para el cine. Por lo tanto se trataba de un sistema novedoso que tal vez llegó demasiado pronto (Ohain, 1996).

### Inconvenientes
- Según Ohanian (1996, p. 86) el sistema era caro por valer 200 000 dólares de la época, casi la mitad de lo que costaba una sala off-line. Para Jacobson (2010, p. 423) el sistema valía 30 000.
- Según Ohanian (1996, p. 85 y 86)  su código no estaba depurado, por lo que contenía algunos errores, algo muy mirado en aquella época. Esto provocaba malos fundidos.

## Edición por cinta de vídeo

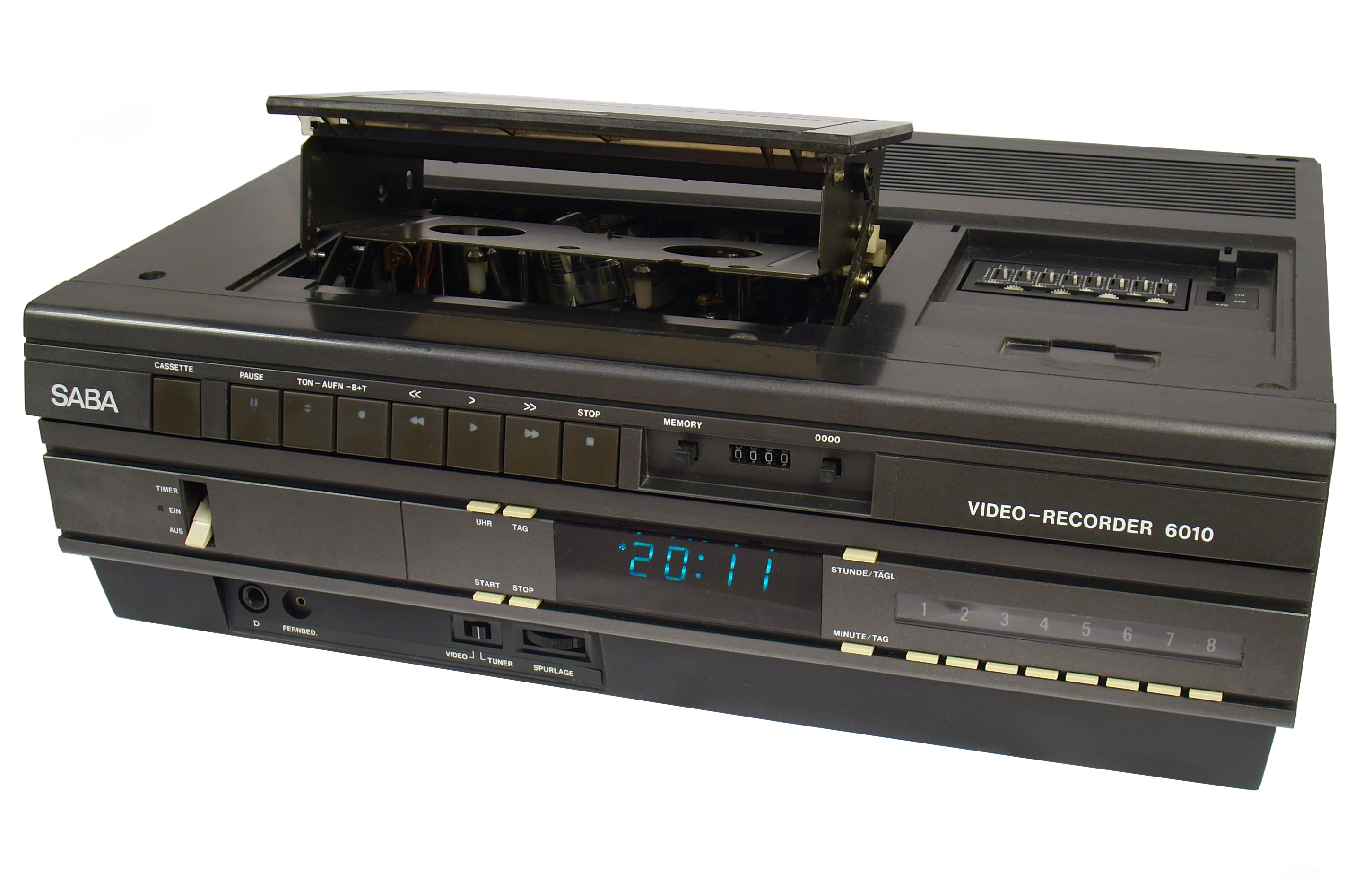
VTR SAAB de 1981 parecido a los empleados por los sistemas de Edición no lineal por cinta de vídeo.

Estos equipos constaban de un monitor, magnetoscopio grabador y varios reproductores, hasta un máximo de 27 que llegaron a instalarse, manejados todos por un cerebro electrónico. Solían emplear el sistema de vídeo doméstico VHS, pero algunos modelos también utilizaron el Betamax de Sony. En el primer caso, las cintas contaban con una capacidad máxima de 4.5 horas de duración (Ohain, 1996, p. 88 y siguientes).
Los equipos basados en cinta de vídeo aparecieron a principios de los ochenta, poco después de nacer los aparatos reproductores y grabadores domésticos (Konigsberg, 2004). Según Ohanian (1996, p. 88) el primero se denominaba Montage Pictures Processor y salió al mercado en 1984. Para Jacobson (2010, p. 423) tal honor le corresponde al Ediflex, comercializado en 1983. Touch Visión lanzó por su parte el BHP Touch Vision de 1986. Todos y funcionaron hasta la llegada de los equipos digitales. Estas máquinas ofrecían, entre otros subproductos, una EDL, una lista de corte de negativo y una copia de visionado.

### Funcionamiento
El editor iba seleccionado las secuencias que deseaba editar empleando una computadora con apariencia muy similar a las mesas de edición con un monitor para ver las imágenes. Por su parte, El computador colocaba el primer magnetoscopios al principio de la primera secuencia, el segundo al principio de la segunda, después la tercera... En el momento de solicitar un previo o comenzar la grabación los magnetoscopios comenzaban a funcionar cuando llegaba su momento. Así el visionado y la grabación eran continuos, pese a saltar de una fuente a otra. Cuando el número de fragmentos era superior al de magnetoscopios, el primero libre que tuviera la secuencia deseaba se desplazaba hasta el primer cuadro de la misma y esperaba para reproducirla  (Ohain, 1996, p. 89 y siguientes).

### Inconvenientes
- Todo el material debía ser volcado a vídeo doméstico, en ocasiones varias veces para tener la misma imagen disponible siempre.
- Se producía el colapso, es decir,  la máquina advertía de que tal escena no podría mostrarla o la pantalla se quedaba en negro porque ninguna máquina tenía tiempo de llegar a la siguiente imagen. Debe tenerse en cuenta que, dependiendo de la longitud de la cinta y de la posición en que se hallen los cabezales lectores, llegar hasta un determinado cuadro podía requerir varios decenas de segundos. Una posible solución era colocar la misma grabación en varios magnetoscopios, pero eso reducía la cantidad de material al que se podía acceder.

## Edición basada en disco láser

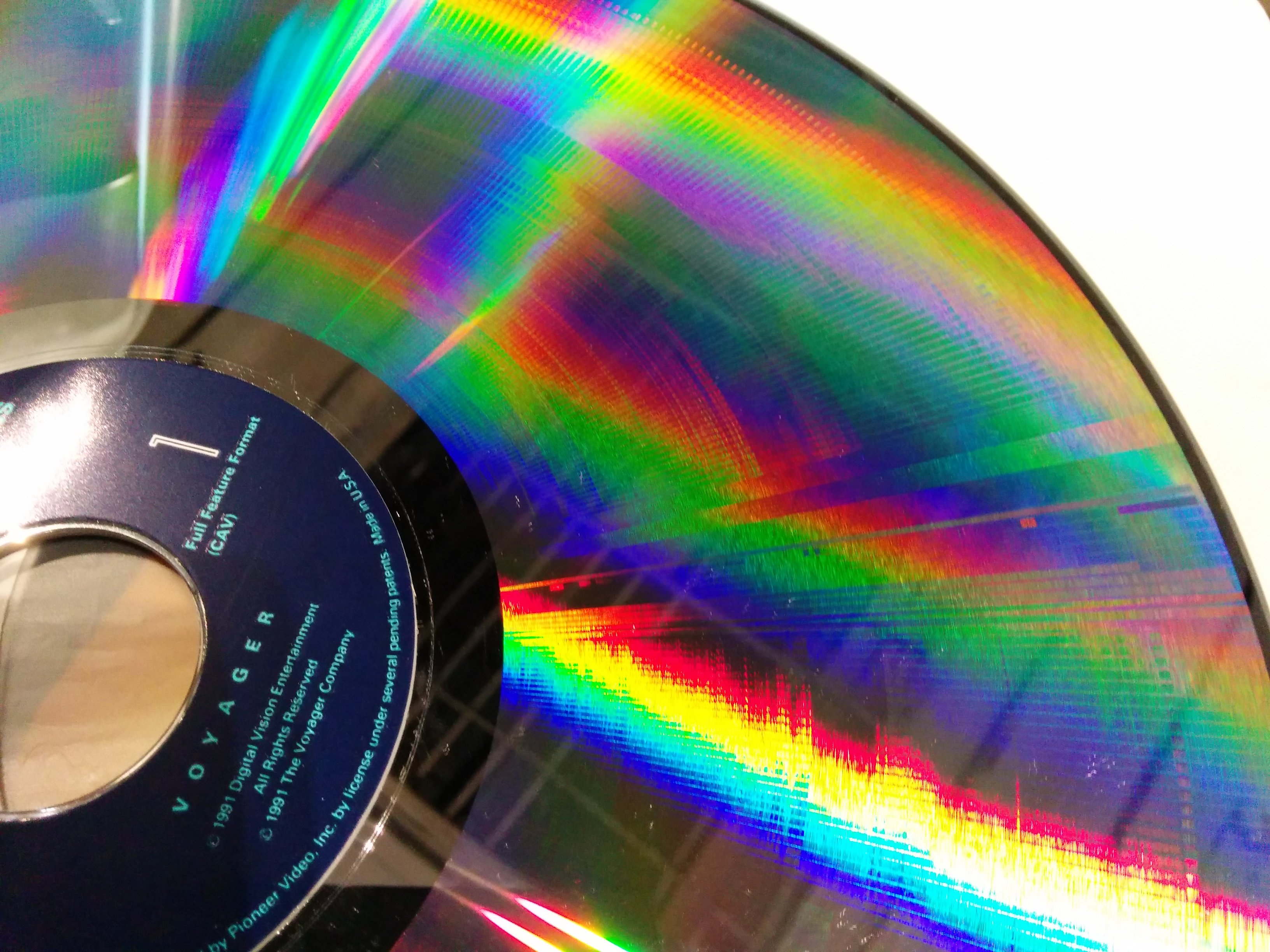
Disco Láser CAV similar a los utilizados por sistemas como el Editdroid.

Esta generación surgió pocos años después de la basada en cinta de vídeo. Empleaba varios lectores de discos láser del tipo Velocidad angular constante (CAV en inglés) por ser los que permiten avance lento y congelado de imagen con un máximo de 30 minutos por disco. Pero también hubo sistemas que se decantaron por los Velocidad lineal constante por permitir 60 minutos de material, pese a no poder avanzar cuadro a cuadro ni congelar la imagen. Entre los resultados proporcionados por los distintos modelos cabe destacar una copia de visionado, una EDL y una lista de corte de negativo.
Según Jacobson (2010, p. 423) el primer equipo basado en disco láser fue obra de George Lucas: el EditDroid, aparecido en 1984, además era el primero en incluir una interfaz gráfica con línea de tiempo (Rosenberg, 2011). Posteriormente surgieron en CMX 6000, el Epix y el Laser Edit. Todos ellos reducían bastante los problemas de colapso, especialmente cuando surgieron los lectores de discos con dos cabezales, porque su tiempo de acceso a las imágenes era muy superior al de las cintas de vídeo, en el caso de los discos láser nunca llegaba a los dos segundos. 

### Funcionamiento
El funcionamiento era muy similar a los modelos anteriores. El ordenador colocaba los distintos cabezales al principio de las distintas secuencias y los iba reproduciendo cuando era necesario. Los que iban quedando libres acudían al inicio del siguiente fragmento.
En principio se necesitaba un mínimo de cuatro reproductores con las siguientes funciones: uno reproduciría la fuente de imágenes A, otro suministraría el sonido de las imágenes A, el tercero sería la fuente de imágenes B para poder realizar transiciones por edición A/B roll y el último aportaría el sonido de las imágenes B. Al surgir los discos láser de doble cara y doble cabezal el mínimo de reproductores el número de máquinas mínimas se redujo a dos. Pero según Ohanian (1996, p. 106 y siguientes) ninguno de los fabricantes produjo equipos con tan pocos reproductores.

### Inconvenientes
- Persistían los problemas de colapso, el interrumpirse la edición porque ninguna de las máquinas tenía tiempo de mover sus cabezales al punto necesario. Pese a reducirse considerablemente, más aún con la entrada de los discos de dos caras con doble cabezal.
- Para incluir nuevos efectos o nuevas cortinillas era necesario actualizar el programa e incluir nuevos dispositivos que generasen el efecto.
- El tiempo necesario para volcar las imágenes aumentó por ser el proceso de grabación en un disco láser más lento y complicado que en una cinta de vídeo.
- La cantidad de material bruto disponibles resultaba escasa o bien el número de máquinas reproductoras y de discos grabados debía ser muy grande

Pese a todos los inconvenientes los sistemas basados en esta tecnología siguieron existiendo hasta bien entrados los años noventa del siglo XX (Ohain, 1996).

## Sistemas basados en disco magnético

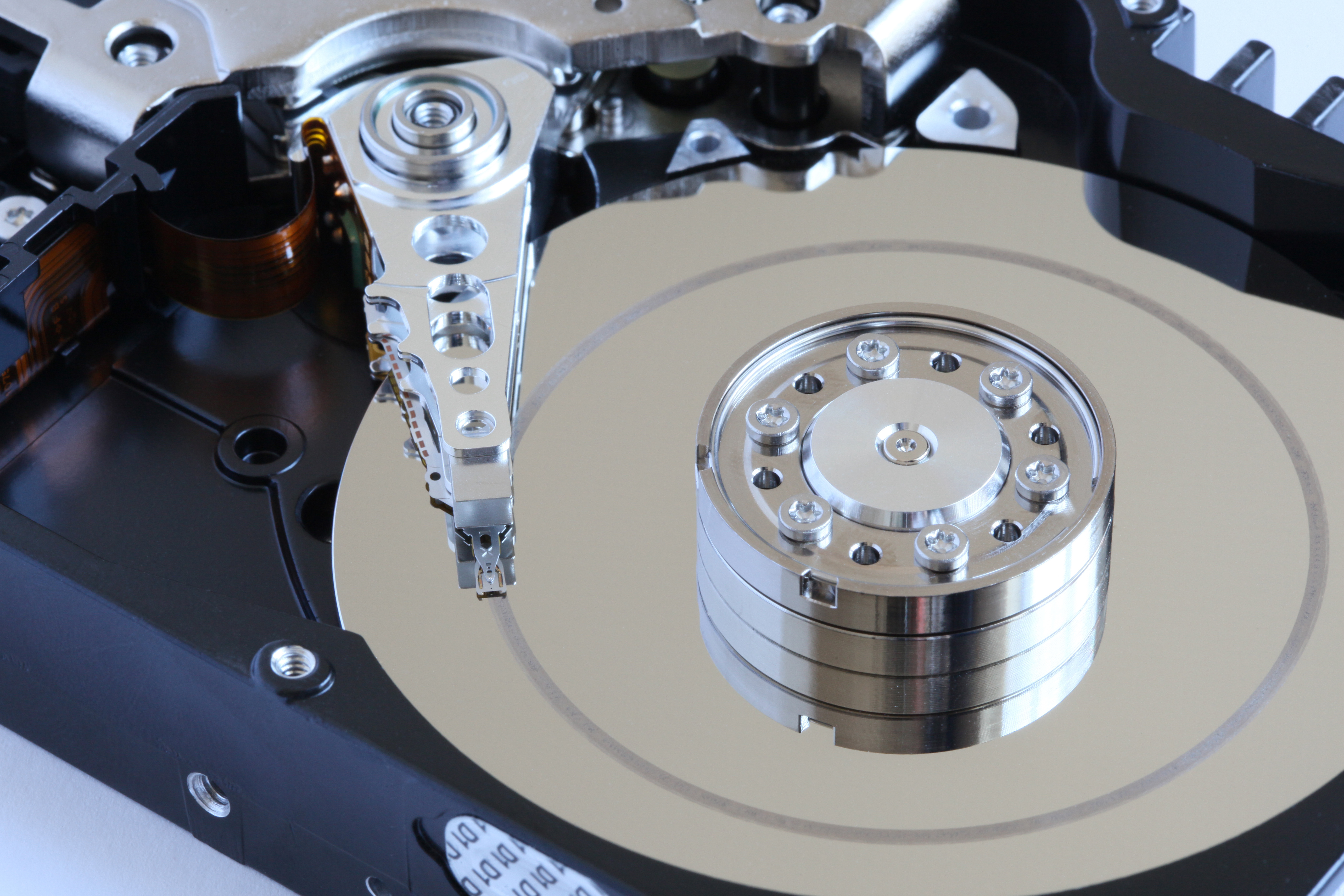
Interior de un disco magnético, también llamado disco duro.

En 1988 apareció el primer editor no lineal basada en un computador por entero, desde las fuentes hasta el resultado final. Se llamó EMC2 fabricado por Editing Machines Corporation y usaba como plataforma un IBM PC.  Empleaba la resolución visible del NTSC (720 columnas por 480 líneas). Respecto al audio sus resoluciones podían variar entre 16 y 48 kHz. En total poseía una capacidad máxima de 24 horas de material. A este producto le siguieron otros como el Avid Media Composer o el Lightworks (Ohanian, 1996, p. 367).

### Funcionamiento
Las imágenes se reducían de tamaño en Bytes utilizando el algoritmo compresión asistido por hardware JPEG, por tanto todo el material grabado o filmado debía ser digitalizado. Sony había lanzado en 1986 la primera cinta digital, la D1, y estaba trabajando en el sistema de registro Betacam Digital; pero aún no era posible utilizar los archivos digitales como brutos de cámara.
Un equipo con esta tecnología necesitaba incluir una tarjeta gráfica potente para mostrar las imágenes en pantalla, un procesador también potente para realizar los primeros y primitivos efectos digitales, una tarjeta compresora y descompresora para tratar el algoritmo JPEG, mucha memoria RAM para la época y varios discos duros de gran capacidad.
Con estos nuevos medios el acceso a cualquier parte del material era realmente aleatorio; pero las grandes diferencias no estribaban en realizar mejor determinadas funciones, sino aportar capacidades imposibles antes. Así los nuevos medios podía exportarse un historial completo de acciones realizadas en lugar de una simple EDL, con lo cual todas las decisiones sobre cortinillas o sonido iban incluidas. También varios efectos podían crearse con el propio aparato, caso de la titulación o la incorporación de imágenes, lo que auguraba una posible unión entre las salas off-line y en línea (Ohanian, 1996). Otra ventaja radicaba en que los creativos de agencias y productoras podía incluir en los vídeo realizados para sus clientes los diseños que habían realizado, sin necesidad de imitarlos.

### Inconvenientes
- Debido al método de compresión las imágenes sufrían una pérdida de calidad entre generaciones.
- El tiempo requerido para digitalizar el material hacía que la edición lineal fuese más rápida en ocasiones.
- Pese a que algunas marcas vendieron cientos o incluso miles de sistemas, constituían una inversión considerable.  Por ejemplo, un equipo de la marca Avid podía valer 10 000 dólares o más y una hora de material en sistema PAL requería un disco duro de 8.2 GBytes,[2] en un tiempo que un GByte de almacenamiento podía llegar a costar 1 000 dólares (Rosenberg, 2011).[n. 2]
- Algunos efectos digitales necesitaban un tiempo de proceso largo, siendo mucho más rápidas las máquinas dedicadas.
- La calidad con la que se podía tratar el material no era muy alta.

## Sistemas basados en el algoritmo MPEG

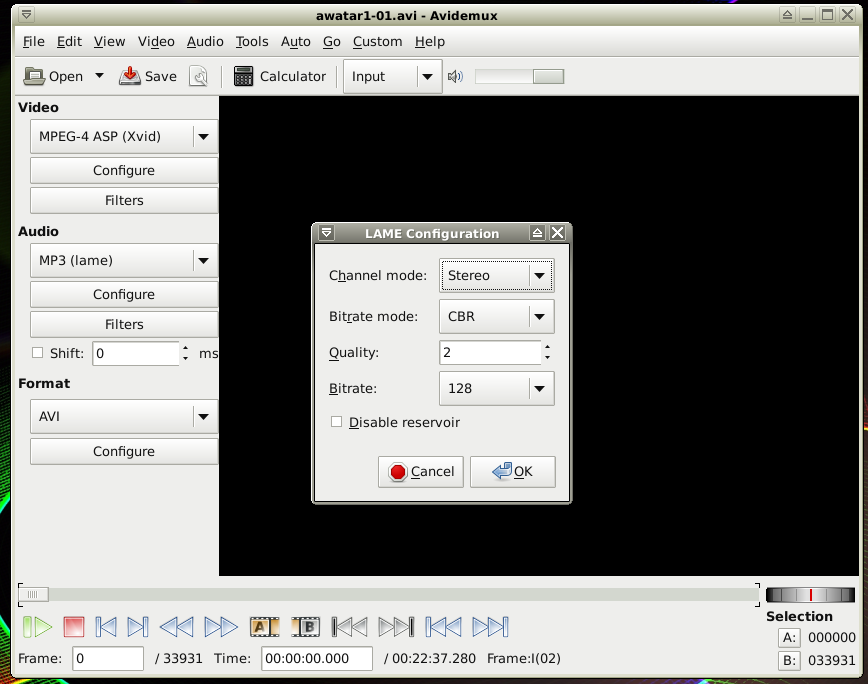
Los nuevos algoritmos de compresión del Moving Picture Experts Group crearon una nueva clase de sistemas capaces de realizar las primeras ediciones definitivas.

Al contrario que las anteriores, la cuarta generación no se basaba en nuevas tecnologías físicas. El cambio se debió al constante incremento en las capacidades informáticas y, por otra parte, al desarrollo en 1994 de un nuevo algoritmo de compresión creado por el Moving Picture Experts Group, el MPEG-2. Este algoritmo mejoraba considerablemente las prestaciones de las máquinas y lograba la misma calidad con menos espacio.
Todas las innovaciones incluidas y el aumento de la capacidad hacía innecesaria una segunda sala más equipada donde realizar la edición definitiva. Tanto por calidad de imagen como por tipos de efectos, los nuevos equipos podían producir los másteres que se quisieran en PAL o NTSC, el SECAM se preveía que desapareciese con la llegada de la televisión digital porque Francia adoptaría el sistema PAL (Carrasco, 2010, p. 113).

### Funcionamiento
Las capacidades de los equipos anteriores fueron mejoradas ampliando las funciones de los programas para, por ejemplo, realizar la titulación sin en cualquier ángulo, los cromas o incrustaciones, la edición de audio multipista... para producir un resultado en cinta o en archivo informático con calidad suficiente para ser emitido.
El Avid Media Composer 8000, aparecido en 1999, ya podía producir anuncios y programas de televisión con calidad suficiente como para sustituir a las dos salas. (Konigsberg, 2004, p. 184)

### Inconvenientes
- El volcado del material continuaba siendo necesario en muchos casos, pese a la mejora de los sistemas de registros digitales.
- La capacidad de realizar cualquier efecto estaba lejos de conseguirse por la falta de potencia. Máquinas dedicadas como el Quantel Painbox eran capaces de realizar diseños gráficos con calidad de impresión (Rockport Publishers, 1997) y también manipular imágenes en movimiento, añadiendo y borrando cualquier detalle;[4] pero necesitaban procesar entre 64 y 128 grupos de operaciones por segundo, cuando el Pentium II llegaba como máximo, y no siempre, a 16.
- La posibilidad de generar cine digital también se veía lejana debido a la resolución necesaria. Mientras que la televisión requería de 575 líneas visibles para el sistema PAL, el 2K necesitaba 2048 y el 4K 4096 (Carrasco, 2010, p. 70); por lo que una hora de película necesitaría entre 238.8 y 477.6 GBytes, unos 24 y 48 GBytes respectivamente en caso de compresión 10:1.

## Sistemas capaces de gestionar medios digitales

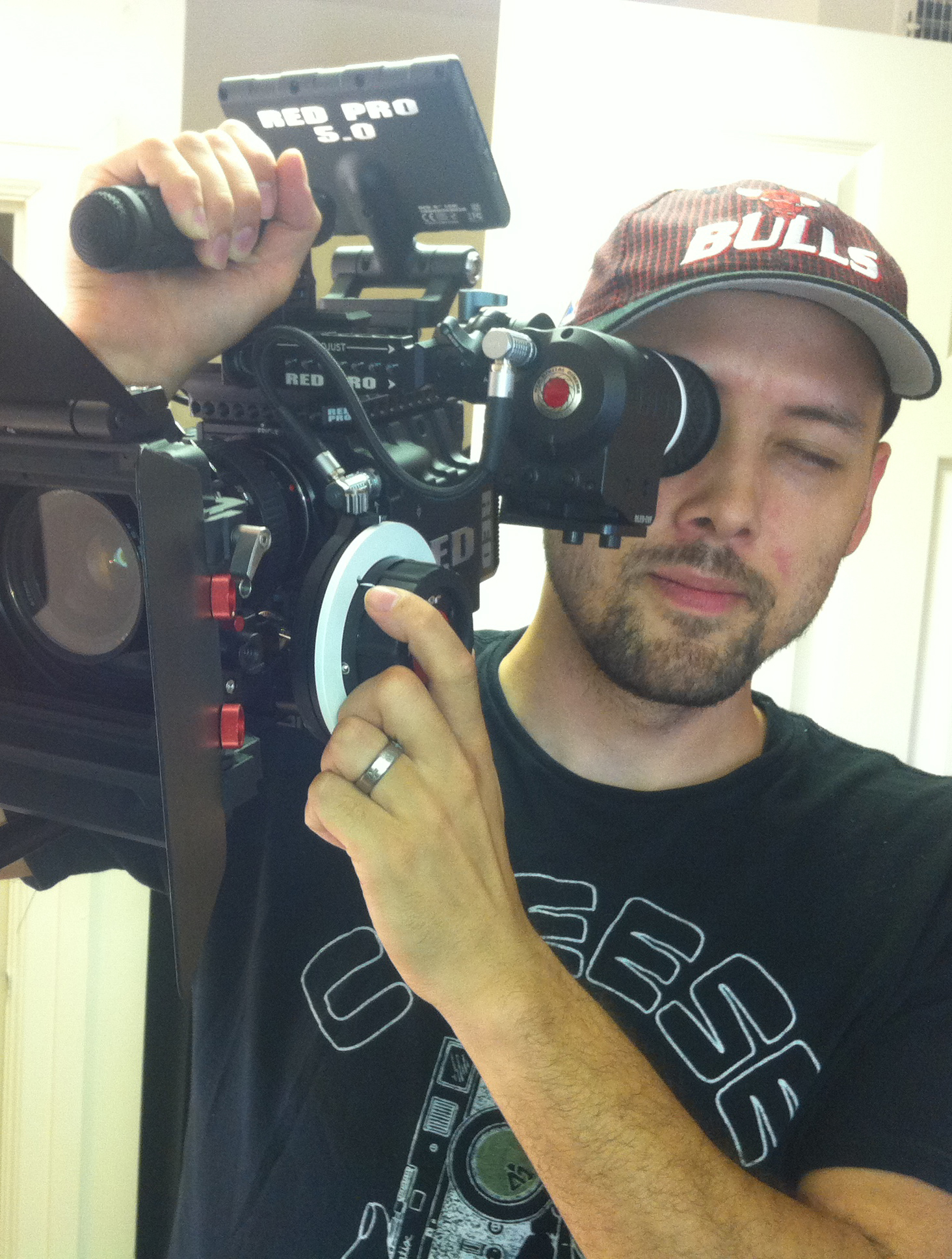
Peter Oberth con la cámara digital RED Epic. Máquinas como estas hicieron posible que hasta el trabajo de cine fuese digital casi al 100%.

La quinta generación de edición digital se diferenciaba de las demás por poder trabajar con brutos de cámara digitales en su formato nativo, el RAW, y por ser capaz de realizar el proceso completo cualquiera que sea su calidad. Así permitían visionar los brutos sin realizar conversiones previas, editar o montar las imágenes, añadir estrellas y otros efectos, etalonar la película, añadir fotografías, etc. Todo esto permitió a los mismos aficionados realizar programas en HD Full empleando cámaras fotográficas.
Así el Avid Film Composer servía como sala off-line de cine y también en línea de 4K muestreo 4:4:4. Hasta el punto de que tres estaciones de la familia Media Composer trabajando en red fueron capaces de gestionar 128 000 GByte de imágenes, pertenecientes a 2 200 horas de filmación, para postproducir la trilogía de El Hobbit, dirigida por Peter Jackson. Además ya se podían crear personajes totalmente digitales partiendo de capturas de movimiento, como Gollum, con lo que se hacía realidad el concepto de Gestor de medios digitales.

### Funcionamiento
El nacimiento de estos sistemas se debió en parte al nacimiento de ciertas empresas fabricantes de cámaras capaces de grabar en digital película de cine en 4K y hasta 30 fps una hora o más en tarjetas, por lo tanto con acceso aleatorio y sin necesidad de digitalización. A su vez, estas cámaras hubieran sido muy difíciles de desarrollar sin una capacidad de almacenamiento próximo a los cien GBytes por cada tarjeta.
En tercer lugar la mejora en la velocidad de procesamiento superó los 124 grupos de operaciones gráficas por segundo, necesarias para gestionar los cálculos que colocasen los casi nueve millones de pixeles (4 096 de ancho x 2 160 de alto que posee el 4K arrojan 8 847 360 de pixeles) cada uno multiplicado por 36 necesarios para dar el color (el formato 4K cuenta con una profundidad de 12 bit para el color rojo, otros doce para el verde y otros doce para el azul lo que suma 36) repetidos 24 veces por segundo (Carrasco, 2010, p. 33), con lo cual un mismo sistema informático podía realizar todo tipo de efectos digitales, etalonado, incrustaciones... acompañados de memorias RAM con varios GBytes de capacidad y tarjetas gráficas de medio GByte o más por un precio inferior incluso a los 1 000 dólares.
Todas estas mejoras hicieron posible que hasta los equipos domésticos eran capaces para procesar imágenes de alta definición, inicialmente HD Ready con 720 líneas y con algo más de potencia la Full HD con 1080 tomadas a su vez con cámaras fotográficas a la venta en comercios y grandes superficies.

### Inconvenientes
- La unión de varias herramientas en un solo equipo ha hecho posible la fusión de las dos salas, pero también acarreó la necesidad de profesionales que pudiesen manejar la edición, el retoque, las incrustaciones, etc.
- La llegada del 8K, o 4K en 3D, crea un nuevo problema de memoria RAM, almacenamiento y procesado de la información.